# San Ferdinando
San Ferdinando község (comune) Calabria régiójában, Reggio Calabria megyében.

## Fekvése
A megye északnyugati részén fekszik, a Tirrén-tenger partján. Határai: Gioia Tauro és Rosarno.

## Története
A 19. században alapította Vito Nunziante márki. Rosarno része volt és csak 1977-ben vált önállóvá.

## Népessége
A népesség számának alakulása:

## Főbb látnivalói
- San Giuseppe-templom
- Madonna dell’Immacolata-templom